# حوت شمال الأطلسي الصائب
حوت شمال الأطلسي الصائب أو بال المحيط (الاسم العلمي: Eubalaena glacialis) (بالإنجليزية: North Atlantic Right Whale)‏ هو حوت باليني، وأحد الأنواع الثلاثة التي تنتمي إلى جنس الحيتان الصائبة، ويعتبر من أكثر الثدييات ندرة في العالم، كونه مهدد بالانقراض، حيث قدرت إحصائية في 2004 عدد هذه الحيتان بحوالي 350 فقط.

## المواصفات
كباقي الحيتان الصائبة، لحوت شمال الأطلسي الصائب خصائص مميزة، تتمثل في وجود جسآت على مناطق مختلفة من الوجه، ظهر عريض يفتقر لوجود زعنفة ظهرية، وفم مقوس بشكل حاد. كذلك، يتراوح طوله ما بين 13 إلى 17 م، ووزنه ما بين 60000 إلى 100000 كجم تقريباً. تصل الحيتان إلى مرحلة النضوج الجنسي بعد 5 أو 10 سنوات، ويصل طول الذكر في هذه المرحلة إلى 15 م، بينما تصل طول الأنثى إلى 15.5 م تقريباً.

## التغذية
تتغذى حيتان شمال الأطلسي الصائبة على القشريات الصغيرة بشكل أساسي، وقد تتغذى في مجموعة صغيرة أو بمفردها. تقوم هذه الحيتان بفتح فمها أثناء السباحة ببطء، ثم تصفية طعامها من الماء بواسطة صفائح البالين المتدلية من فكها العلوي، وقد تهاجر إلى المناطق الشمالية للتغذية أثناء فصل الصيف.

## مناطق الانتشار
تنتشر هذه الحيتان في المحيط الأطلسي، وفي مناطق معينة بحسب الفصول، فهي تكثر في المنطقة ما بين مضيق دايفيس، مضيق الدنمارك، شمال بحر النرويج إلى ماساتشوستس وخليج بيسكاي في الصيف، بينما تكثر شمال فلوريدا، خليج سينترا، وجنوب المغرب في الشتاء. تنتشر الحيتان في المياه المعتدلة بشكل عام، بينما قد تتواجد شمال الدائرة القطبية بقليل أو جنوب مدار السرطان بقليل، وهي أكثر الحيتان الضخمة التي تقرب من السواحل. يعتقد بأن هذا النوع قريب من الانقراض في المناطق الشمالية الشرقية من المحيط الأطلسي.

## خطر الانقراض وأسبابه

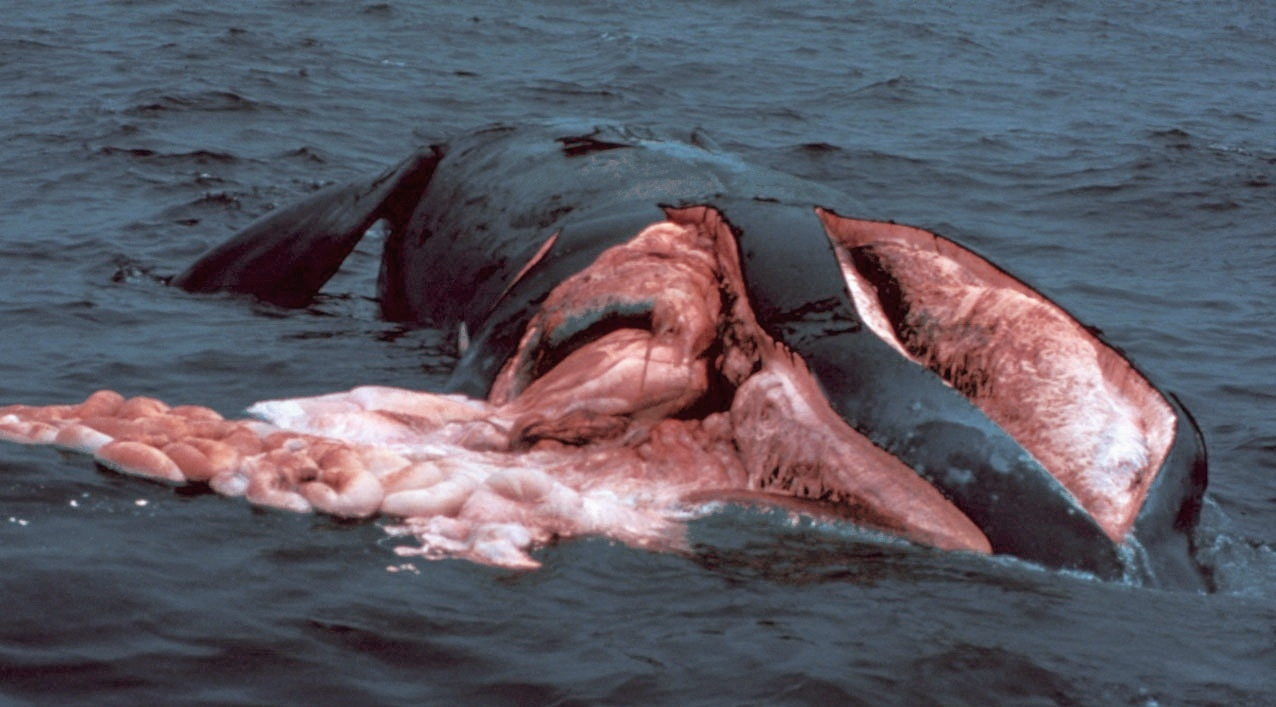
بقايا حوت شمال الأطلسي الصائب بعد اصطدامه بمروحة الدفع لقارب

بدأ صيد هذا النوع من الحيتان في القرنين العاشر والإحدى عشر، وبلغ ذروته في الفترة ما بين القرن الثالث عشر والقرن السابع عشر، واستمر بشكل أقل خلال القرن العشرين. في القرن الثامن عشر، اعتبر من الحيتان النادرة والتي يصعب صيدها، مما جعل له أهمية اقتصادية متدنية.
حالياً، تعتبر أكثر التهديدات التي تواجه حوت شمال الأطلسي الصائب هي اصطدامه بالقوارب والسفن أو علقه في شباك الصيد، حيث أثبتت إحصائية أن أكثر من نصف الحيتان من هذا النوع في شمال غرب الأطلسي قد تعرضت لهذه الحوادث، وذلك بسبب بطئها، حيث أن متوسط سرعتها لا يتجاوز في العادة 8 كلم/ساعة، إلى جانب قضائها وقت طويل بالقرب من سطح الماء، وانتشارها في أكثر طرق الشحن البحرية نشاطاً في العالم. كذلك، يواجه حوت شمال الأطلسي الصائب خطر التعرض المباشر لنشاطات الإنسان أكثر من الحيتانيات الأخرى، كالتلوث مثلاً، وذلك نتيجة لاعتماده على البيئات الساحلية.